# Follet (Granados)
Follet és una òpera en tres actes d'Enric Granados amb llibret d'Apel·les Mestres, estrenada a Barcelona en una audició privada al Gran Teatre del Liceu de la seva reducció per a piano, el 4 d'abril de 1903, que no va tenir èxit i no va estrenar-se públicament.
El seu caràcter eminentment poètic s'emmotllà tant amb l'estat anímic en què es trobava, que l'escrigué ràpidament. Després de l'audició privada, els autors van intentar refondre-la en dos actes. Enric Granados no va acabar la refundició i fou el seu fill Eduard qui la va finalitzar.

## Origen i context
Granados va compondre dotze obres líriques de les quals cinc amb textos en català d'Apel·les Mestres: Petrarca (1899), Picarol (1901), Follet (1903), Gaziel (1906) i Liliana (1911). Per escriure el llibret de l'òpera Follet, Apel·les Mestres es va inspirar en una llegenda medieval bretona que ens evoca molts títols de la literatura romàntica i de la Renaixença catalana, com Tristany i Isolda o Terra baixa.

## Representacions
La partitura es creia perduda però l'historiador Xavier Padullès la va trobar a l'arxiu familiar de Granados. L'òpera va ser recuperada l'any 2002 i la versió per a veu i piano es va reestrenar a Lleida, amb la soprano Griselda Ramon, el tenor Sergi Giménez i el baríton Àlex Sanmartí com a protagonistes.
El 13 de febrer de 2016 es va oferir l'òpera a Lleida, en la versió completa per a orquestra i semiescenificada, amb l'Orquestra de Cadaqués i el seu director Jaime Martín dalt de l'escenari, i amb el Cor de Cambra de l'Auditori Enric Granados de Lleida. Estrictament, aquesta seria l'estrena absoluta de l'obra completa. En versió de concert i amb els mateixos intèrprets es va fer al Festival de Torroella, l'agost de 2016.